# Mon pays (chanson, 2006)
Mon pays est une chanson de Faudel sortie en 2006, premier single de son quatrième album Mundial Corrida.
La chanson se classe directement en tête des ventes en France la semaine du 18 novembre 2006.